# Loxsomataceae

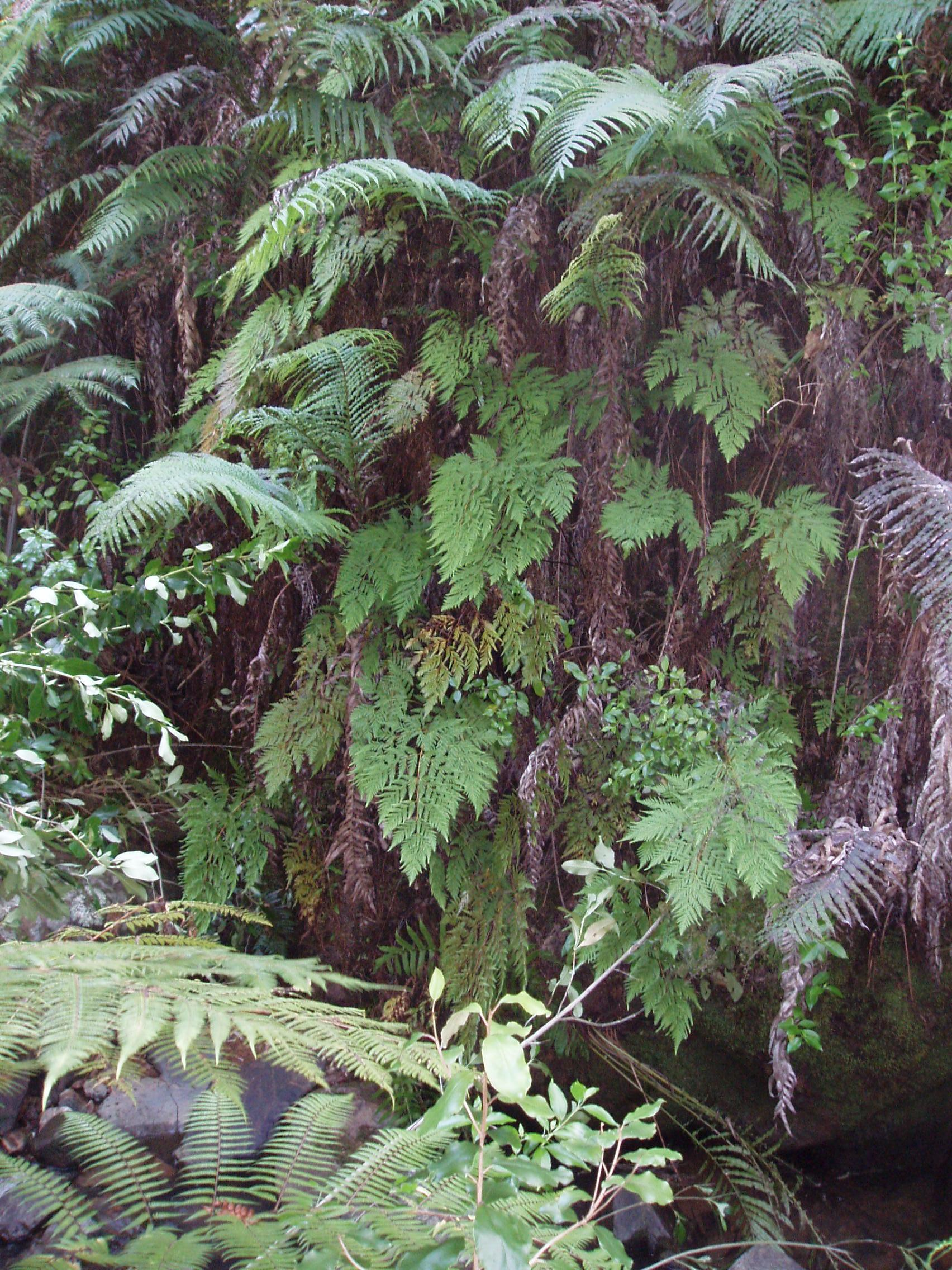
Loxsoma cunninghamii (frondes).

Loxsomataceae é uma família de grandes pteridófitas da ordem Cyatheales da classe Polypodiopsida que, na circunscrição taxonómica usada na classificação do Pteridophyte Phylogeny Group de 2016 (PPG I), agrupa dois géneros. Alternativamente, a família pode ser tratada como a subfamília Loxsomatoideae de uma família Cyatheaceae muito amplamente definida, o sistema usado na base de dados taxonómicos Plants of the World Online.  A grafia deve ser Loxsomataceae - e não Loxomataceae - caso contrário, há o risco de confusão com um género de orquídea.

## Descrição

### Morfologia
Os rizomas são longos e rastejantes, com um solenóstelo e possuem tricomas com uma base redonda e multicelular. As lâminas foliaress são bipinadas ou multipinadas. As nervuras são livres e ramificadas em forma de forquilha. Os pêlos são unicelulares ou multicelulares.
Os membros desta família apresentam frondes que podem atingir 5 m de comprimento. As espécies extantes desta família encontram-se na Nova Zelândia, Costa Rica e América do Sul. Espécies fósseis desta família, datadas do Jurássico, foram encontradas na América do Norte, Índia e Japão.
Os soros estão localizados na margem da fronde (implantação marginal) na extremidade das nervuras. Cada soro tem um indúsio em forma de urna e um receptáculo alongado, muitas vezes saliente. Os esporângios estão sobre hastes grossas e curtas e têm um ânulo ligeiramente opaco. Os esporos são tetraédricos e trilobados (estigma em três partes).
O gametófito apresenta tricomas semelhantes a escamas.
O número cromossómico de base é x = 46 ou 50.

### Distribuição
A família ocorre nos Andes da América do Sul, no sul da América Central e na Nova Zelândia.

## Sistemática
A classificação do Pteridophyte Phylogeny Group, de 2016, (a PPG I) coloca os seguintes dois géneros na família, cada um com apenas uma espécie:
- Loxsoma R.Br.
- Loxsomopsis Christ

Assim, com aquela circunscrição taxonómica, as Loxsomataceae são constituídas por dois géneros monotípicos. A família é monofilética. Smith et al. (2006) apresentam os dois géneros seguintes:
- Loxsoma R. Br. ex A. Cunn., com apenas uma espécie na Nova Zelândia:
  - Loxsoma cunninghamii R. Br. ex A. Cunn.
- Loxsomopsis Christ, com uma espécie na América tropical:
  - Loxsomopsis pearcei (Baker) Maxon.